# STAP1
STAP1‏ (Signal transducing adaptor family member 1) هوَ بروتين يُشَفر بواسطة جين STAP1 في الإنسان.